# 傑森蘭鎮區 (明尼蘇達州錫布利縣)
傑森蘭鎮區（英語：Jessenland Township）是位於美國明尼蘇達州錫布利縣的一個行政鎮區。

## 歷史
傑森蘭鎮區於1858年成立，得名自早期定居者傑西·卡梅倫（Jesse Cameron）。

## 地方資料
傑森蘭鎮區的面積為89.30平方千米，當中陸地面積為86.16平方千米，而水域面積為3.14平方千米。根據2020年美國人口普查的數據，當地共有人口427人，而人口密度為每平方千米4.78人。